# (79087) Scheidt
(79087) Scheidt (1977 UM2) – planetoida z pasa głównego asteroid okrążająca Słońce w ciągu 4,15 lat w średniej odległości 2,58 au. Odkryta 17 października 1977 roku.